# Летищен терминал
Летищен терминал или пътнически терминал (на латински: terminus – „край, гранична линия“) е летищна сграда или помещение, където пътниците имат възможност да се прехвърлят от наземен транспорт към съоръжения, които им осигуряват слизане или качване на самолет.
В терминала пасажерите закупуват билети, прехвърлят багажи и минават през проверки за сигурност. Сградите и помещенията, които дават достъп до самите самолети чрез порти се наричат чакални.
По-малките летища имат един терминал, докато по-големите могат да имат няколко терминала или няколко чакални. В най-малките летища, сградата на терминала служи и като терминал, и като чакалня.
По-големите летища имат един терминал, свързан с няколко зали чрез коридори, въздушни мостове или подземни тунели. Други по-големи имат повече от един терминал и всеки от техните терминали може да има по няколко зали за чакане. В същото време някои големи летища могат да имат терминали, които служат и като чакални.
Някои терминали са смятани за архитектурни шедьоври, докато други по-скоро се стремят към функционалност. Някои имат дизайн, който се опитва да отрази културата на съответната страна и област.